# Aleksander Ostrowski (narciarz)
Aleksander Ostrowski (ur. 11 stycznia 1988 w Wetlinie, zaginął 25 lipca 2015 na stoku Gaszerbrum II) – polski narciarz skialpinista, ratownik górski.

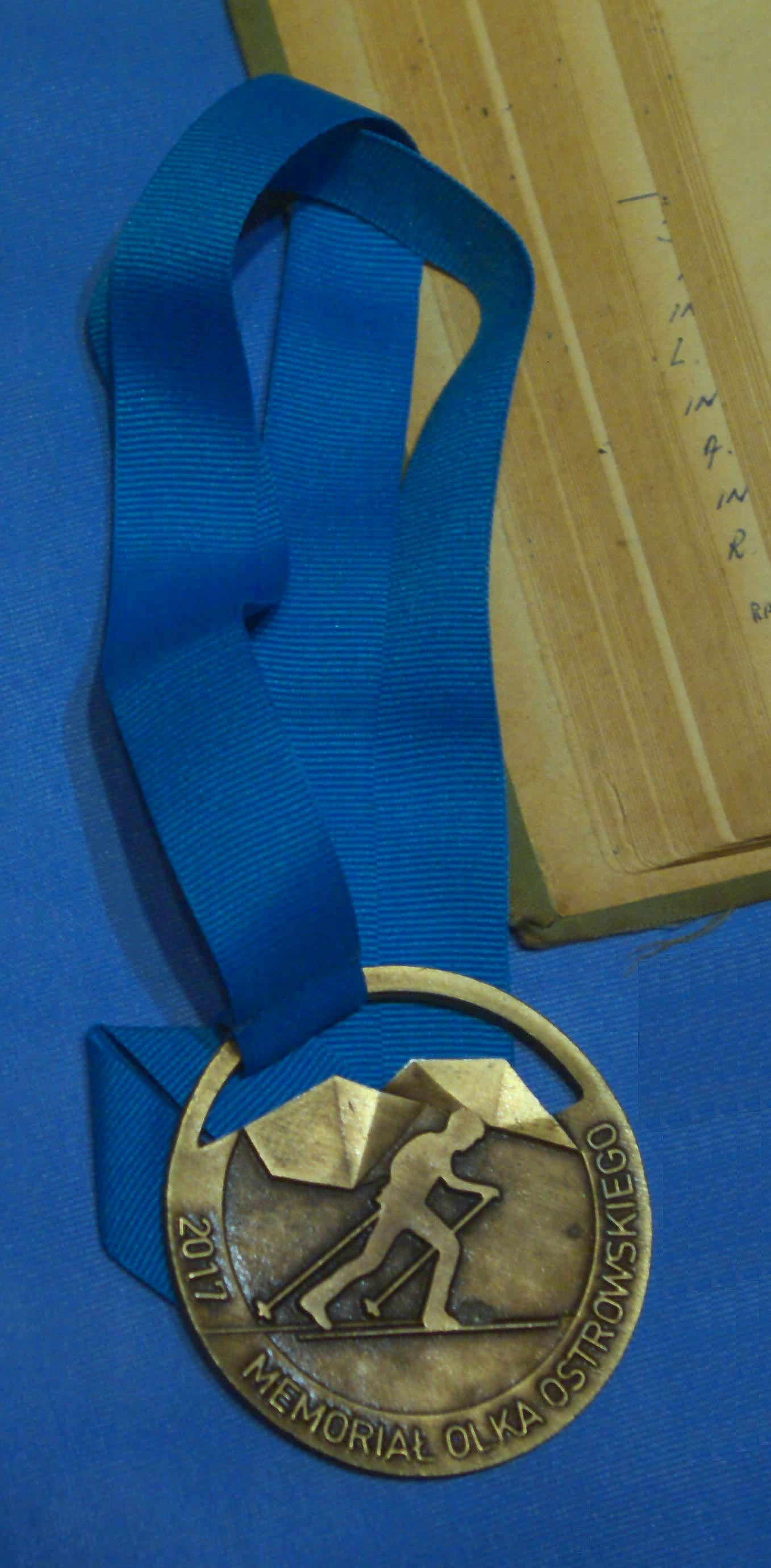
Medal Memoriału Olka Ostrowskiego 2017

## Życiorys
Pochodził z Wetliny w Bieszczadach. W wieku trzech lat rozpoczął uprawnianie narciarstwa, startował w zawodach rangi FIS. W 2004 wygrał zawody na Otwartych Mistrzostwach Podkarpacia Amatorów w Narciarstwie Alpejskim w kategoriach slalom gigant i karwing. Był reprezentantem województwa podkarpackiego na Mistrzostwach Polski Juniorów. W 2007 ukończył liceum w Zespole Szkół Licealnych im. Józefa Piłsudskiego w Ustrzykach Dolnych. Należał do klubów UKN Laworta Ustrzyki Dolne i KU AZS UJ w Krakowie. Podjął studia w Krakowie w Instytucie Geografii i Gospodarki Przestrzennej Uniwersytetu Jagiellońskiego. W Krakowie został członkiem Koła Geografów Uniwersytetu Jagiellońskiego, Klubu Wysokogórskiego. Został zawodnikiem AZS UJ. Startował w Akademickich Mistrzostwach Polski w Narciarstwie Alpejskim, Mistrzostwach Służb Mundurowych i Ratowniczych MSWiA w Narciarstwie Alpejskim.
W 2007 został ratownikiem górskim Grupy Bieszczadzkiej GOPR z siedzibą w Sanoku. Uzyskał uprawnienia instruktora narciarstwa Polskiego Związku Narciarskiego i został członkiem Klubu Wysokogórskiego Kraków Był biegaczem i ultramaratończykiem, startował głównie w biegach górskich, niektóre z biegów, które ukończył to: Tatrzański Bieg pod Górę; Bieg Rzeźnika 2013, 2014; Bieg Granią Tatr 2013; Bieg na Sławkowski Szczyt 2014; Goral Marathon 2014; Koniczynka Marathon Trail 2015. 
Rozwijał umiejętności wspinacza wysokogórskiego w Polsce, w tym w Tatrach. Zdobył alpejskie szczyty Mont Blanc, Matterhorn, Großglockner. Połączył wspinaczkę wysokogórską z narciarstwem wysokogórskim (skialpinizm), zdobywając szczyty i dokonując z nich zjazdów na nartach. Tym sposobem zjechał ze Szczytu Lenina (7134 m n.p.m. – 2012, północna ściana, samotnie), z Kazbeku (5 033,8 m n.p.m. – 2014, w kierunku południowo-wschodnim, grupowo). W ramach wyprawy pt. Cho Oyu 8201 – Ski Expedition 2014 zorganizowanej przez projekt Polak Potrafi 29 września 2014 jako pierwszy Polak w historii dokonał zjazdu na nartach ze szczytu Czo Oju (8201 m n.p.m. – szósty najwyższy szczyt Ziemi) bez użycia dodatkowego tlenu i ustanawiając rekord Polski w zjeździe na nartach ze szczytu o najwyższej wysokości.
Za samotne wejście na ośmiotysięcznik Czo Oju i zjazd ze szczytu na nartach został wyróżniony w marcu 2015 nagrodą „Kolosa” za rok 2014 w kategorii Alpinizm oraz w maju 2015 w konkursie „Travelery” miesięcznika National Geographic w kategorii Wyczyn Roku.
25 lipca 2015 zaginął na stoku Gaszerbrum II, gdy z Piotrem Śnigórskim zaniechali ataku szczytowego z uwagi na stan pogody oraz warunki śniegowe i z wysokości ok. 7600 metrów usiłowali zjechać na nartach do bazy. Dzień później Zarząd Fundacji Wspierania Alpinizmu Polskiego im. Jerzego Kukuczki wydał oświadczenie informujące o podjęciu decyzji o zakończeniu poszukiwań Aleksandra Ostrowskiego ze względu na trudne warunki pogodowe i terenowe oraz brak śladów zaginionego.
1 sierpnia 2015 w kościele Miłosierdzia Bożego w Wetlinie została odprawiona msza św. w intencji zaginionego Aleksandra Ostrowskiego połączona ze wspomnieniem jego osoby. 11 listopada 2016 na Tatrzańskim Cmentarzu Symbolicznym na zachodnich stokach Osterwy w Tatrach Wysokich została odsłonięta tablica poświęcona pamięci Aleksandra Ostrowskiego.
GOPR podjęło organizację Memoriału Olka Ostrowskiego; I edycja w 2016 w Ustrzykach Dolnych, II edycja w 2017 w Ustrzykach Górnych i Wetlinie.